# Verjamem
Verjamem, gravada por Eva Boto, é a canção que representará Eslovénia no Festival Eurovisão da Canção 2012.

## EMA 2012
A 26 de fevereiro foi realizada em Ljubljana a final nacional eslovena "EMA 2012." Como resultado da votação do júri e do televoto a canção «Verjamem», cantada por Eva Boto ganhou a final nacional eslovena com 28385 votos.